# آفریدیتا کمرج
آفریدیتا کمرج (انگلیسی: Aferdita Kameraj؛ زادهٔ ۵ ژوئن ۱۹۸۴) بازیکن فوتبال اهل آلمان است.
از باشگاه‌هایی که در آن بازی کرده‌است می‌توان به باشگاه فوتبال ۱.اف‌اف‌سی توربین پوتسدام اشاره کرد.